# 科瑞·歐森
科瑞·歐森（英語：Corey Olsen，1974年8月16日—）是美國學者，托爾金作品的研究者，以運用新媒體推廣托爾金作品而聞名，被稱為「托爾金教授」（英語：Tolkien Professor）。曾任華盛頓學院英語助理教授。

## 生平
歐森1996年畢業於威廉姆斯學院，之後在哥倫比亞大學取得碩士及中世紀文學博士學位。曾先後於天普大學、哥倫比亞大學、尼雅克学院和華盛頓學院任教。
2009年，他建立了名為「托爾金教授」的教學網站。
在2014年12月，他還曾在電子遊戲《魔戒Online》之中举办一場公开课。

## 外部連結
- 官方网站 （英文）
- 科瑞·歐森的X（前Twitter） （英文）
- 科瑞·歐森在互联网电影资料库（IMDb）上的資料（英文）